# Temple (Oklahoma)
Temple è un comune degli Stati Uniti d'America, situato nello Stato dell'Oklahoma, nella Contea di Cotton.